# 桑加跨三国保护区
桑加跨三国保护区是桑加河流域的一处世界自然遗产，于2012年被联合国教科文组织登录，面积746,309公顷，缓冲区面积1,787,950公顷。桑加跨三国保护区位于喀麦隆、中非共和国和刚果共和国三国交界处，包括热带雨林、湿地和自然森林空地。

## 保护
这一地区是一个完整的，未遭破坏的森林，建立桑加保护区（TNS）由三国联手加以保护。包括野生动物保护协会、世界自然基金会等在内的多个国际组织、多国政府和私人，对保护区进行援助。
自2000年以来，三国政府签署了TNS合作协议。2012年，被联合国教科文组织列入世界遗产。该世界遗产被认为满足世界遺產登錄基準中的以下基準而予以登錄：
- （ix）在陆上、淡水、沿海及海洋生态系统及动植物群的演化与发展上，代表持续进行中的生态学及生物学过程的显著例子。
- （x）拥有最重要及显著的多元性生物自然生态栖息地，包含从保育或科学的角度来看，符合普世价值的濒临绝种动物种。